# Tab (Maďarsko)
Tab je město v Maďarsku v župě Somogy. Je centrem okresu Tab.
Rozkládá se na ploše 25,86 km² a v roce 2011 zde žilo 4 315 obyvatel.

## Partnerská města a obce
- Dettenhausen, Německo
- Băile Tușnad, Rumunsko
- Zemné, Slovensko
- Tešedíkovo, Slovensko